# KRAS
KRAS ou GTPase KRas (Kirsten rat sarcoma viral oncogene homolog) é uma proteína que nos seres humanos é codificada pelo gene KRAS. A proteína produzida de forma normal desempenha um papel essencial na sinalização de tecidos, enquanto que a mutação de um gene KRAS é um passo essencial no desenvolvimento de muitos tipos de cancro.